# Carlos Torres Hevia
Carlos Torres Hevia (La Serena, 24 de febrero de 1894-Coquimbo, 12 de febrero de 1990) fue un marino y político chileno, que se desempeñó como ministro del Interior de su país, durante el gobierno del presidente radical Gabriel González Videla entre julio y noviembre de 1952.

## Familia y estudios
Nació en la localidad de Elqui, de la comuna chilena de La Serena, el 24 de febrero de 1894, hijo de José Filomeno Torres Pinto (hermano del diplomático Luis Torres Pinto, quien se desempeñó como cónsul de Chile en Argentina) y Orosia Hevia Rodriguez. Tuvo un hermano, Héctor —militar, que con el transcurso de los años obtuvo los ascensos a: teniente segundo en 1914; a teniente primero en 1916; a capitán en 1924; a mayor en 1928; y a teniente coronel en 1932. Fue alumno de la Academia de Guerra del Ejército, graduándose como oficial de Estado Mayor, y ejerció como comandante del Grupo "Borgoño" en 1930; jefe del Estado Mayor de la 1.ª División de Ejército, con sede en Antofagasta, en 1932; comandante del Regimiento "Chorrillos" en 1934; y jefe de la Sección de Oficiales en la Dirección de Personal del Ejército en 1935. Obtuvo varias condecoraciones, entre ellas la Medalla de Plata, por 20 años de servicios. Por otra parte, actuó como representante en Chile de la marca de automóviles estadounidense Chrysler, en Valparaíso y Aconcagua, y fue socio del Club Militar de Chile—. Realizó sus estudios primarios y secundarios en el Seminario de La Serena.
Se casó con Adriana Gándara González, con quien tuvo tres hijos: Adriana Horacia, Carlos Florencio y María Isabel.

## Carrera naval
Ingresó como cadete a la Escuela Naval del Estado en 1912, a los dieciocho años, egresando como guardiamarina en 1914. A continuación, se desempeñó seguidamente como comandante de las escampavías Cabrales y Porverir, en la provincia de Magallanes; del minador Elicura; del destructor Transporte Orella 2; y del transporte petrolero Rancagua, en el cual viajó a los Estados Unidos con el curso de guardiamarina en instrucción. De forma paralela, ejerció como teniente ayudante de los ministros de Marina Luis Gómez Carreño y Braulio Bahamonde Montaña.
En diciembre de 1925, fue designado por el presidente Emiliano Figueroa Larraín como su edecán naval, función que ocupó hasta el fin de su gobierno en mayo de 1927, siendo nombrado en la misma por el sucesor de aquel mandatario, Carlos Ibáñez del Campo —primero como vicepresidente y luego presidente—, la cual dejó finalmente en 1929 para retornar a la Armada, asumiendo como comandante del acorazado O'Higgins;  fue también, comandante del Almirante Latorre, de la misma clase.
Posteriormente, con ocasión del gobierno del presidente radical Pedro Aguirre Cerda, en diciembre de 1938, volvió a ser designado como edecán naval, rol que desempeñó hasta mediados de 1941, siendo sucedido por el capitán de navío Immanuel Holger Torres.
Al interior de dicha rama castrense, ocupó los puestos de jefe del «Departamento de Artillería Naval;, comandante en jefe del Apostadero Naval de Magallanes, con sede en la comuna de Punta Arenas; director de la Dirección de Personal; y comandante en jefe de la Escuadra Nacional, este último entre 1947 y 1948, año en el que fue ascendido al grado de vicealmirante. Como tal, fue designado por el también presidente radical Gabriel González Videla como comandante en jefe de la institución, cargo que ocupó hasta el 29 de julio de 1952, fecha en que fue nombrado por ese mandatario como titular del Ministerio del Interior, cargo que fungió hasta el 3 de noviembre del mismo año, cuando finalizó el gobierno.
Tres décadas después, bajo la dictadura militar del general Augusto Pinochet, 8 de junio de 1984, fue designado como miembro del Consejo de Estado, órgano en el cual se mantuvo hasta el 13 de agosto de 1985, siendo sucedido por el vicealmirante (r) Jacobo Neumann Etienne, de igual manera excomandante en jefe de la Armada y de la Escuadra Nacional, además de director de la Academia de Guerra Naval.
Entre otras actividades, en el sector privado, fue presidente de la Sociedad de Inversiones y Rentas Valparaíso S. A. y de la Liga Marítima de Chile, así como también del Club Naval de Valparaíso. Por otro lado, fue condecorado con la Orden de la Espada, en el grado de Gran Cruz, por parte del gobierno de Suecia.
Falleció en Coquimbo el 12 de febrero de 1990, a los 95 años.